# Schiedlike Borg

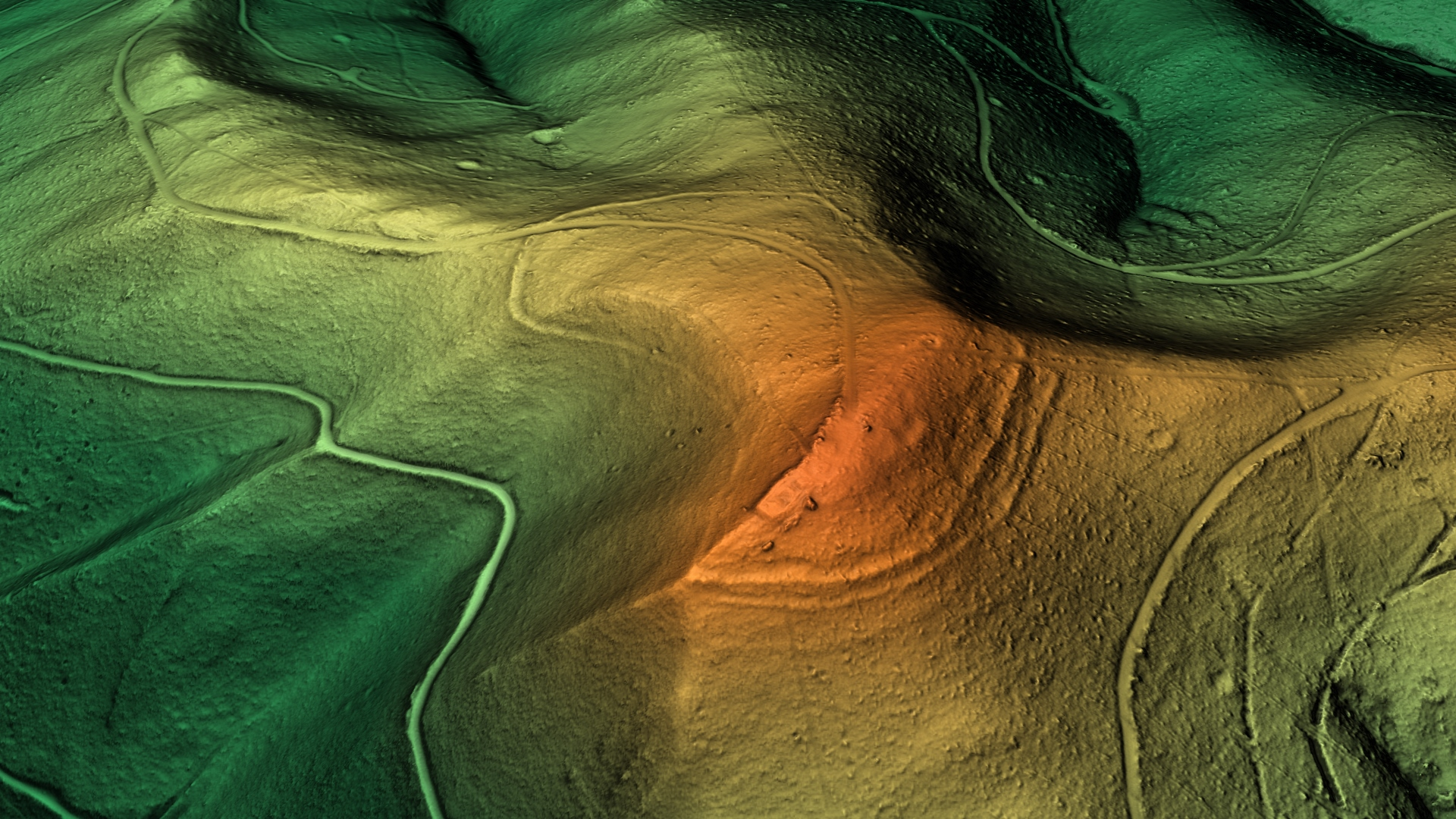
3D-Ansicht des digitalen Geländemodells

Die Schiedlike Borg ist eine 7,7 ha große Wallanlage in Freienohl, einem Ortsteil von Meschede im Hochsauerlandkreis.
Die Ursprünge der Schiedlike Borg reichen möglicherweise bis in die Eisenzeit zurück. Sie befindet sich etwa 1 km nordöstlich des Ortes, rechtsseitig der Ruhr auf dem 422 m NN hohen Berg Küppel. Sie besteht aus teilweise hintereinander gestaffelten Terrassenkanten auf den weniger steilen Bergseiten, während im Steilabfall der Ruhr keine künstlichen Befestigungen vorhanden waren. Die Ausdehnung beträgt in nord-südlicher Richtung ca. 400 m und in ost-westlicher ca. 200 m. Es fehlen Funde, die eine genaue Datierung ermöglichen.
Auf dem Gelände, welches durch einen befestigen Weg gut zu erreichen ist, befindet sich eine Sendeanlage und der Aussichtsturm Küppelturm.